# Żegnaj, moja konkubino
Żegnaj, moja konkubino (霸王别姬, Bàwáng bié jī) – chińsko-hongkoński melodramat z 1993 roku w reżyserii Chena Kaige.

## Opis fabuły
Historia miłosna rozgrywająca się w latach 1924–1977. Mały Cheng uczy się w szkole operowej. Żeby został przyjęty, matka obcina mu szósty palec u ręki. Delikatny Cheng zostaje przeznaczony do grania ról kobiecych. Jego kolega, silny i odważny Duan, staje się jego obroną. Potem obaj zdobywają sławę jako wykonawcy ról króla Chu i jego konkubiny.

## Główne role
- Leslie Cheung jako Cheng Dieyi/„Douzi”
- Zhang Fengyi jako Duan Xiaolou/„Sithou”
- Gong Li jako Juxian
- Lu Qi jako Mistrz Guan
- Ge You jako Mistrz Yuan

i inni